# Kálló
Kálló is een plaats (község) en gemeente in het Hongaarse comitaat Nógrád. Kálló telt 1471 inwoners (2001).